# Lutjanus endecacanthus
Lutjanus endecacanthus és una espècie de peix de la família dels lutjànids i de l'ordre dels perciformes.

## Morfologia
- Els mascles poden assolir 85 cm de longitud total.[3][4]

## Hàbitat
És un peix de clima tropical i associat als esculls de corall.

## Distribució geogràfica
Es troba des de Ghana i Guinea fins a la desembocadura del riu Congo.